# Башня Мангана
Башня Мангана в испанском городе Куэнка является единственной сохранившейся частью разрушенной крепостной стены, возведенной маврами. В древности она служила дозорным пунктом. Сейчас здесь организована смотровая площадка, откуда открывается вид на город и откуда легко увидеть находящуюся на противоположном склоне деревушку Уклес, в которой возвышается построенный рыцарями ордена Сантьяго в стиле рококо доминиканский женский монастырь-крепость Сан-Пабло (Convento de San Pablo, XVI век, ныне — парадор). Рядом размещается семинария Сан-Хулиан (1746) и монастырь Рабынь милосердия (Convento de las Esclavas de la Merced) с одноимённой церковью.